# Inondations de 2025 au Texas
Les inondations de 2025 au Texas surviennent au début du mois de juillet 2025 et font cent trente cinq morts et huit disparus. Elles sont dues à des crues soudaines sous un système orageux stationnaire sur le Texas central et affectent principalement le cours supérieur du fleuve Guadalupe, souvent sujet à de tels événements.

## Contexte
Le Texas central et notamment le Hill Country sont habituellement sujets à des inondations majeures. Avec un des plus hauts risques de crue soudaine des États-Unis, la région a été surnommée l’« allée des crues soudaines du Texas » selon l’Autorité du bas Colorado (en).
Le fleuve Guadalupe, comme les cours d’eau voisins, est sorti de son lit plusieurs fois dans les décennies précédentes en faisant souvent des victimes. Ainsi, une inondation en juillet 1987 a fait dix victimes, une autre en octobre 1998 en a fait trente-et-une, une inondation en mai 2015 de la rivière Blanco (en) voisine a tué treize personnes et une autre trois semaines plus tôt à San Antonio en avait aussi tué treize.
Le fleuve est sujet à des crues soudaines pouvant causer des dommages très importants. Le bassin de la rivière Guadalupe est l'une des trois régions les plus dangereuses du pays en matière de crues soudaines, selon la Guadalupe-Blanco River Authority. Le golfe du Mexique offre une importante quantité d'humidité, ce qui rend les fortes précipitations fréquentes. De plus, des régions comme les comtés de Hunt et de Kerr sont situées dans une plaine inondable entre de hautes collines escarpées qui canalisent les précipitations vers les rivières et les ruisseaux en contrebas. Enfin, le type de sol riche en argile de la région contribue aux crues soudaines, car les sols argileux ont une faible infiltration et provoquent un ruissellement important une fois saturés.

## Évolution météorologique
Tard le 3 juillet, la circulation résiduelle de niveau moyen provenant de la dissipation le 30 juin de l'ex-tempête post-tropicale Barry au Tamaulipas, Mexique, s’intègre dans un creux barométrique de niveau moyen plus large contenant l'humidité résiduelle du Pacifique tropical,. Ce système se transforme en complexe convectif de méso-échelle faisant du surplace sur le centre du Texas. Les pluies torrentielles conduisent à des inondations meurtrières dans cette région du 4 au 7 juillet, en particulier le long du fleuve Guadalupe.
L’inondation commence le 4 juillet, après les pluies très importantes dans le Texas central. Six alertes inondations sont émises ce même jour, notamment pour les villes de Kerrville et Mason. Le jour suivant, le lieutenant-gouverneur du Texas Dan Patrick (en) tient une brève conférence de presse au cours de laquelle il indique que le fleuve Guadalupe a crû de 26 pieds (près de 8 mètres) en 45 minutes. Cette crue atteint même 29 pieds (environ 8,80 m) dans la région de Hunt (en), point de confluence des deux branches amont du fleuve Guadalupe, où plus de 20 enfants d’un camp d’été sont portés disparus.
Ce même 5 juillet sont aussi enregistrées d’autres alertes inondations pour la région du lac Travis, qui se situe dans le bassin voisin du fleuve Colorado (le fleuve du Texas). Le 6 juillet, le New York Times publie que « parmi toutes les inondations meurtrières ayant touché les États-Unis, y compris celles causées par des ruptures de digues, des pluies saisonnières et des ouragans, les inondations du Texas Hill Country figureront très probablement parmi les plus meurtrières depuis 1925 ».

### Séquence des alertes

#### Mesures préparatoires
Le 2 juillet, la Division de la gestion des urgences du Texas (TDEM) a déployé des ressources pour faire face à une menace accrue d'inondations dans certaines parties de l'ouest et du centre du Texas parce que le service météo prévoyait de fortes pluies sur plusieurs jours dès ce soir-là. Celles-ci étaient susceptibles de provoquer des crues soudaines locales,. Ces mesures comprenaient l'activation des équipes de recherche et sauvetage, des hélicoptères, de la sécurité civile, etc.

#### Veilles météorologiques

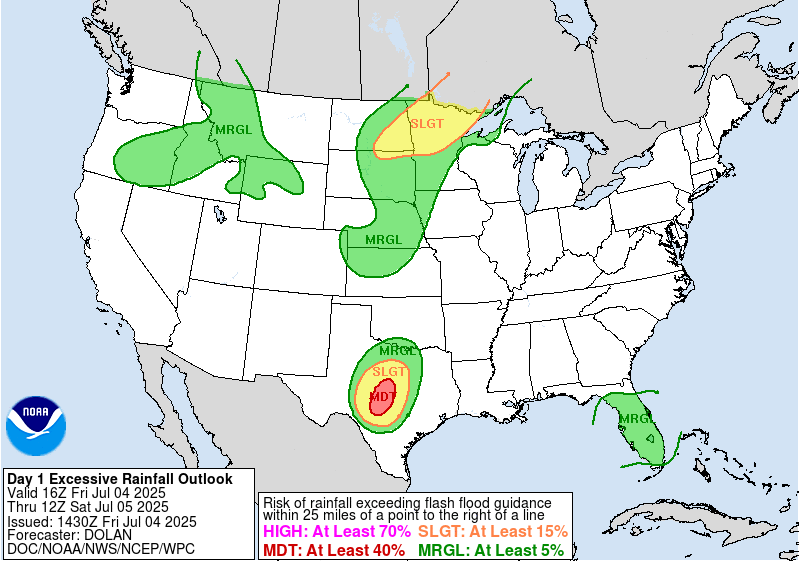
Risque modéré d'accumulations de pluie hors de la normale par le Weather Prediction Center émise le le 4 juillet 2025.

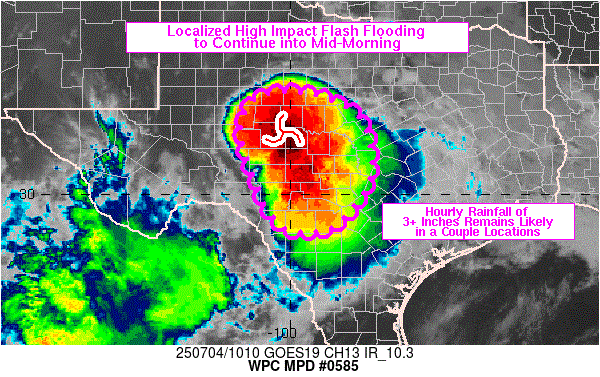
Image satellite et radar accompagnant une discussion du Weather Prediction Center (WPC) justifiant l'alerte météorologique.

Le 3 juillet à 13 h 18 heure locale, le bureau du NWS de San Antonio émet un bulletin de veille météorologique pour le comté de Kerr et d'autres zones qui pourraient être touchées par la catastrophe. Il prévoit des cumuls de précipitations de 25 à 75 mm, localement de 130 à 180 mm, dans un régime d'averses et d'orages parfois forts. À 18 h 10 heure locale, le Weather Prediction Center (WPC) du NWS publie un bulletin sur les précipitations à méso-échelle, dans lequel il annonce que « des zones d’inondations soudaines seront probables dans le centre du Texas pendant la nuit, avec de très fortes précipitations attendues ».
Des cumuls horaires de 50 à 75 mm semblent raisonnables et des pointes de plus de 150 mm sur six  heures seraient possibles, pouvant provoquer des inondations aux « impacts significatifs ». Un autre bulletin, publié à 6 h 27 heure locale le 4 juillet, annonce que « les inondations soudaines prévues pourront avoir des impacts considérables, voire catastrophiques ».

#### Alertes au risque de crue

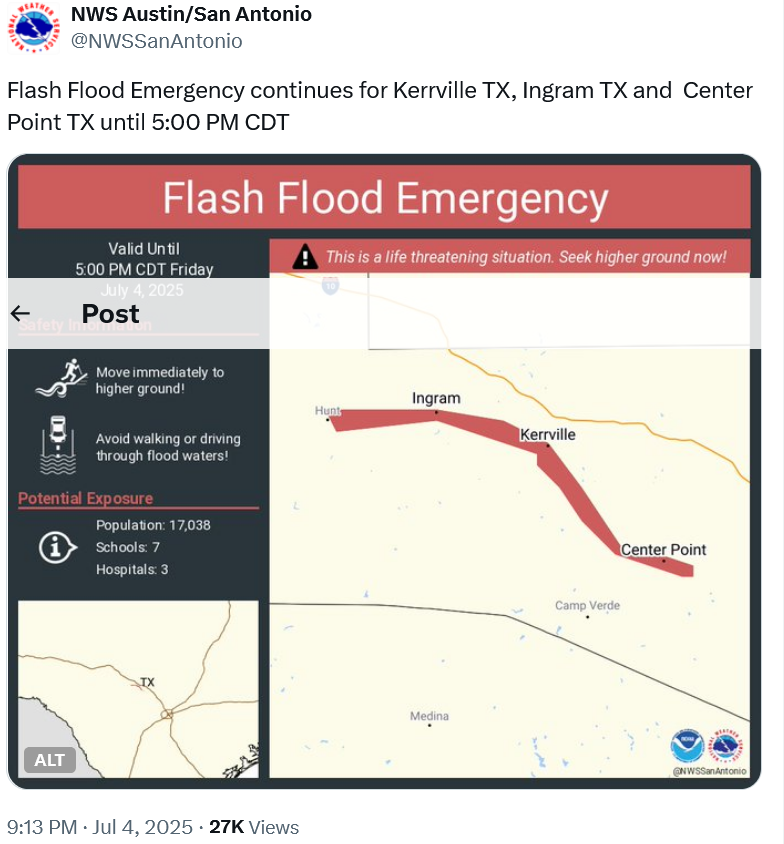
La zone alertée en rouge.

De nombreuses alertes de crue soudaine sont émises tout au long de l'événement par le bureau local du NWS. Plusieurs de ces alertes contiennent des avertissements d'urgence grave. La première alerte de crue soudaine pour l'événement est émise à 23 h 41 heure locale le 3 juillet et concerne le comté de Bandera. À 1 h 41 heure locale le 4 juillet, la première alerte de crue soudaine avec la mention « considérable » est émise pour les comtés de Bandera et de Kerr. Pour les résidents de Hunt (en) et d’Ingram, dans le comté de Kerr, une alerte est envoyée à 4 h 3 avec la consigne « Rejoignez un terrain plus élevé dès maintenant ! » car les cumuls de pluie de 50 à 100 mm par heure continueront d'affecter la zone qui en a déjà reçu 100 à 250 mm. À 4 h 5, le fleuve Guadalupe atteint 6,70 m à Hunt, s'élevant de plus de 3 m en une heure et atteignant un seuil de crue majeure. La fleuve continue de monter, atteignant 11,44 m et montant toujours à 5 h 10 lorsque la jauge à Hunt cesse de se mettre à jour. L'appareil relève le deuxième niveau le plus haut jamais enregistré à Hunt, supérieur à la crue soudaine de 1987,.
Pour les zones plus en aval du fleuve, le NWS émet une alerte urgente pour crue soudaine à l’attention de Kerrville à 5 h 34 mentionnant des dégâts « catastrophiques » prévisibles. Entre 5 h 15 et 6 h 45, le niveau de la rivière passe de moins de 0,60 m à 10,45 m, atteignant un niveau d'inondation majeur,. L'alerte est étendue à Comfort — où le niveau d'eau est passé de 1,00 m à 8 h 45 à 10,75 m deux heures plus tard — ainsi qu’aux zones en aval,.
Deux jours plus tard, le 6 juillet, un nouveau risque « modéré » de précipitations hors de la normale est mentionné dans un bulletin du WPC et une nouvelle alerte aux crues soudaines est émise pour une grande partie du centre du Texas à 23 h 46 locale pour 50 à 100 mm supplémentaires, certaines zones pouvant recevoir jusqu'à 250 mm le 7 juillet.

## Conséquences
Au petit matin du 4 juillet, jusqu'à 170 mm de pluie sont tombés en seulement trois heures. À Hunt, comté de Kerr, où les deux branches du fleuve Guadalupe se rejoignent, la jauge a enregistré une montée de 7,9 m en seulement 45 minutes avant de tomber en panne à 8,8 m. À nouveau fonctionnelle, elle a atteint la cote de 11,44 m,,. En aval à Kerrville et Comfort, le fleuve est monté au moins de 6,4 m et jusqu'à 9,10 m. Les inondations se sont poursuivies jusqu'au 7 juillet en raison des cumuls de pluie de 150 à 250 mm en général mais jusqu'à 516 mm dans le comté de Mason dès les premières 24 heures.

### Bilan humain
| Comté      | Morts                    |
| ---------- | ------------------------ |
| Kerr       | {\displaystyle \geq 117} |
| Travis     | 9                        |
| Kendall    | 0                        |
| Burnet     | 5                        |
| Williamson | 3                        |
| Tom Green  | 1                        |
| Total      | 135                      |

Le bilan humain est important et s’est rapidement alourdi au fil des jours :
- 5 juillet : au moins 43 victimes, dont 15 enfants, sont confirmées dans des zones fortement touchées comme le camp d’été « Camp Mystic », implanté sur les bords du fleuve Guadalupe en aval de la confluence des deux branches supérieures du fleuve ;
- 6 juillet : le nombre de morts s'élève à 78, dont 28 enfants, d’après les autorités locales ;
- 8 juillet : le bilan dépasse les 100 morts et plus de 41 disparus[30] ;
- 15 juillet : le total des victimes est estimé à au moins 134 morts, tandis que plus de 100 personnes restent portées disparues[31] ;
- 19 juillet : le bilan est de 135 morts, tandis que le nombre de disparus est rabaissé à 8, les autorités locales indiquant que bon nombre des personnes précédemment portées disparues étaient saines et sauves[32],[33] ;
- 28 juillet : le bilan est réajusté à 135 morts, 108 seulement dans le comté de Kerr dont 37 enfants, et 3 disparus[29] ;
- 29 juillet : lors d'une conférence de presse, un juge du comté de Kendall a déclaré qu'aucune victime n'était de ce comté et que les neuf recensées antérieurement provenaient en fait du comté de Kerr en amont[34]. Le bilan reste donc le même à 135 morts et 3 disparus, seule la répartition change[29].

### Bilan matériel

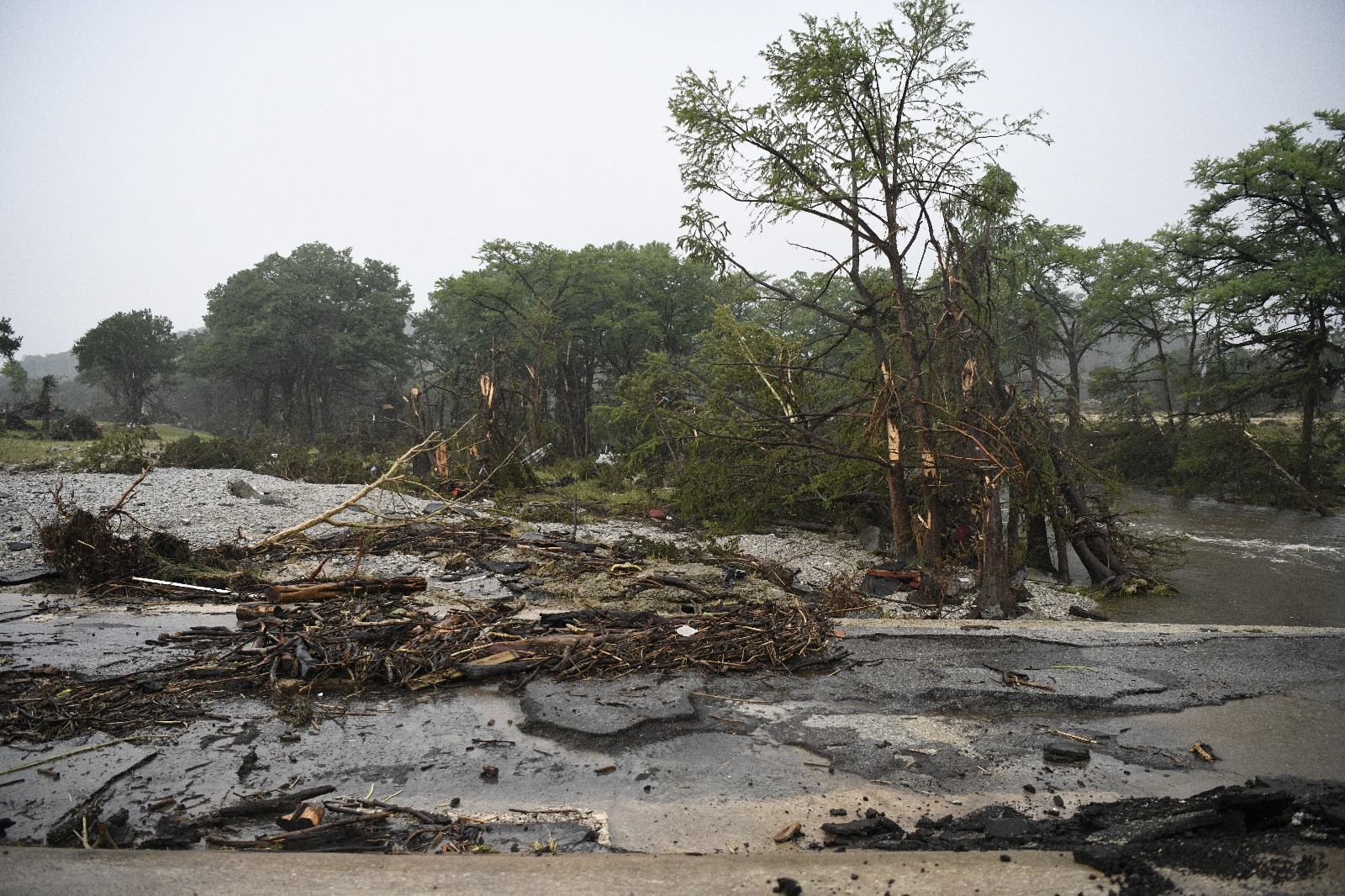
Débris laissés par les flots.

Les inondations ont causé des dégâts considérables dans le bassin du fleuve Guadalupe, au cœur du Texas Hill Country. Selon une première estimation communiquée par les autorités et relayée par The Texas Tribune, le coût total des destructions et des pertes économiques se situe entre 18 et 22 milliards de dollars.
Les eaux ont emporté des dizaines de maisons, de chalets de vacances et de véhicules : des chalets installés le long du fleuve ont été rasés, tandis que les camping-cars du parc de caravanes « Riverside RV Park » ont été balayés en quelques minutes. Plusieurs ponts secondaires et tronçons des routes TX-39 et FM 1340 ont été submergés ou endommagés, ce qui a entraîné la fermeture d’environ soixante kilomètres de voirie, pour inspection et réparation d’urgence. Les inondations ont aussi provoqué des coupures d’électricité et de télécommunications, et plus de 100 000 abonnés ont été touchés au plus fort de la crise, dans l’ouest de la région d’Austin - San Antonio.
Au moins 400 bâtiments publics (écoles, services municipaux, églises) ont subi des dégâts des eaux ou des dommages structurels, et les infrastructures du camp d’été Mystic (dortoirs, réfectoire, installations sportives) sont considérées comme « totalement sinistrées », au point de nécessiter une reconstruction intégrale. Les autorités locales estiment qu’il faudra plusieurs mois pour rétablir la totalité des services essentiels et plusieurs années pour remettre en état les constructions et les routes ainsi que les berges du fleuve Guadalupe.

## Recherche et sauvetage
Plus de 200 personnes ont été secourues le 4 juillet,. Les opérations de recherche et de sauvetage se sont poursuivies pour sauver des centaines de personnes dont certaines réfugiées sur des arbres et des toits. Plusieurs groupes de secouristes provenant d'au moins douze États et agences des États-Unis, ainsi que du Mexique, se sont joints aux recherches. L'équipe mexicaine a été déployée malgré les tensions croissantes le long de la frontière entre le Mexique et les États-Unis depuis le début de la seconde administration Trump. Le 7 juillet, le gouverneur de Californie Gavin Newsom a annoncé le déploiement de membres qualifiés de l'équipe californienne de recherche et de sauvetage en milieu urbain en étroite coordination avec la FEMA.

## Réponse gouvernementale
Le lieutenant-gouverneur du Texas Dan Patrick a déclaré travailler en coordination avec l'équipe d'intervention d'urgence de l'État sur les inondations « importantes » et « catastrophiques » dans le comté de Kerr,. Le gouverneur Greg Abbott a également signé une déclaration de catastrophe pour plusieurs comtés du centre du Texas. Le lendemain, le 5 juillet, Abbott a étendu la déclaration de catastrophe à d'autres comtés touchés par les pluies torrentielles. Il s'est rendu à Kerrville en zone sinistrée en compagnie de responsables locaux, étatiques et fédéraux, dont la secrétaire à la Sécurité intérieure, Kristi Noem. Le lendemain, Abbott a annoncé que le président Donald Trump avait signé une déclaration de catastrophe fédérale pour le comté de Kerr, d'autres comtés prévoyant d'être ajoutés ultérieurement.
Le président Trump a qualifié les inondations de « terribles » et a promis une aide fédérale aux personnes touchées. En réponse à la déclaration de catastrophe d'Abbott du 4 juillet et à sa demande de soutien fédéral, Trump a publié une déclaration fédérale de catastrophe le 6 juillet. David Richardson, nommé directeur par intérim de la FEMA par Trump, n'a cependant fait aucune déclaration publique ou interne concernant la catastrophe, ce que le personnel de la FEMA qualifie de très inhabituel, et le déploiement de l'agence est incroyablement lent et déficient sous sa direction.
Il appert que la secrétaire à la Sécurité intérieure, Kristi Noem, avait instauré une mesure rendant nécessaire son approbation personnelle pour tout contrat et subvention de plus de 100 000 dollars avant tout déblocage de fonds alors qu'en cas de catastrophe les dépenses atteignent régulièrement des milliards de dollars. Cette mesure impliquait également que, face aux inondations imminentes, les responsables de la FEMA ne pouvaient pas prépositionner les équipes de recherche et de sauvetage en milieu urbain. Mme Noem n'a ainsi autorisé le déploiement de ces équipes que plus de 72 heures après le début des inondations selon CNN,. Les Démocrates de la commission de surveillance et de réforme gouvernementale de la Chambre des représentants ont aussi signalé qu'elle avait attendu le 7 juillet pour approuver le déploiement des équipes de recherche et de sauvetage. CNN et d'autres médias ont également rapporté que pendant les inondations, de nombreux appels d'urgence à la FEMA sont restés sans réponse en raison du manque de personnel, la secrétaire Noem n'ayant pas renouvelé les contrats avec les quatre centres d'appel qui traitaient la plupart des demandes. Ces centres aident également les survivants à accéder à diverses formes d'assistance, notamment une aide d'urgence de 750 $ pour les besoins immédiats, comme la nourriture. Ces allégations de retard ont été niées par Kristi Noem et le département de la Sécurité intérieure des États-Unis.
M. Trump s'est rendu dans la région dévastée avec sa femme, Melania, et la secrétaire à la Sécurité intérieure, Kristi Noem, le 11 juillet. Après sa visite il a donné une conférence de presse au cours de laquelle il a fustigé les journalistes qui lui posaient des questions sur les dysfonctionnements des systèmes d'alerte à la population.

## Aide non étatique

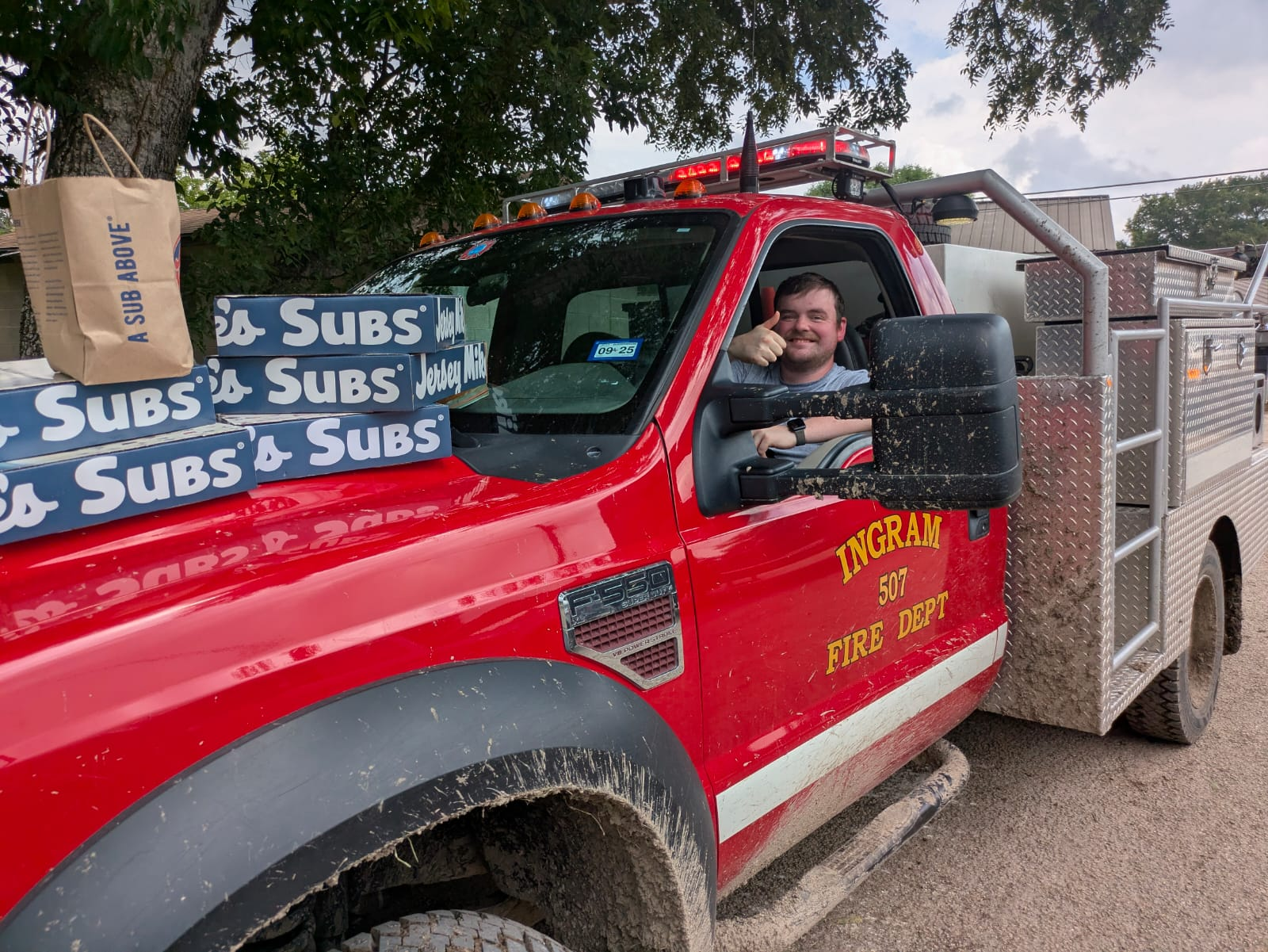
Distribution de nourriture aux sauveteurs et sinistrés.

La chaîne d'épicerie H-E-B a déployé ses cuisines mobiles et ses camions de secours. La chaîne, dont le premier magasin était situé à Kerrville, s'est également engagée à faire une donation de cinq millions de dollars,. All Hands and Hearts (en) s'est associée à Airbnb pour soutenir les secouristes, les équipes de recherche et de sauvetage et les familles dont les maisons sont fortement endommagées ou détruites, en collaboration avec des associations locales pour identifier les personnes les plus démunies,. En réponse aux inondations, l'équipe de secours de World Central Kitchen a été mobilisée dans le centre du Texas pour aider les communautés touchées par les inondations en fournissant de la nourriture et de l'eau à toute personne dans le besoin, y compris les secouristes.
Samaritan's Purse a envoyé une unité de secours dans le centre du Texas, équipée d'outils et de fournitures de secours provenant du Southwest Ministry Center de Coppell, au Texas. Des bénévoles de l'organisation étaient également prêts à aider les familles. L'organisation texane à but non lucratif Operation Airdrop a mobilisé des avions, des équipages et des pilotes bénévoles pour livrer des fournitures d'urgence aux personnes bloquées dans des zones difficiles d'accès. Des secouristes et des pompiers d'Acuna, Mexique, situés de l'autre côté de la frontière avec Del Rio, Texas, ont été déployés par la Fondation 911 le 9 juillet pour participer aux opérations de recherche et de sauvetage à Kerrville, dans le comté de Kerr,. T-Mobile a fait don de 500 000 dollars à la Community Foundation of the Texas Hill Country pour contribuer aux secours dans le comté de Kerr.
Walmart, sa fondation et Sam's Club se sont associés pour aider les communautés du sud et du centre du Texas après les inondations. Ils ont ensemble engagé jusqu'à 500 000 dollars en subventions et dons, dont jusqu'à 250 000 dollars servant à doubler les dons faits par des clients et leurs membres du Texas. Au Walmart Supercenter de Kerrville, Operation BBQ Relief a offert des repas gratuits. Des camions de blanchisserie « Loads of Hope » de Tide et des douches fournies par Matthew 25: Ministries (en), Procter & Gamble et Walmart ont été déployés dans la région. Walmart et sa fondation caritative financeront également des partenaires locaux, comme la Croix-Rouge américaine et l'Armée du Salut, en leur procurant de la nourriture, de l'eau et d'autres fournitures pour les opérations de secours.

## Critique des autorités et de la prévision
Les services météorologiques ont été vivement critiqués par les responsables locaux estimant que les prévisions étaient inadéquates. Le bureau du National Weather Service de la région comptait cinq employés en service lorsque les orages se sont formés, un nombre normal. Les responsables, actuels et anciens, du NWS ont souligné que les alertes de crues soudaines catastrophiques ont été émises avant la crue du fleuve. La coordination et la communication entre le NWS et les autorités locales restent cependant à examiner.

### Situation au NWS
En avril 2025, Paul Yura, le météorologue coordinateur du bureau d’Austin - San Antonio du National Weather Service (NWS) a pris sa retraite anticipée dans le cadre des restrictions budgétaires à la NOAA durant la seconde présidence de Donald Trump. Il avait trente-deux ans d’expérience dans la compréhension des phénomènes météorologiques locaux et dans la vigilance relative à la diffusion en temps et heure des alertes. Le responsable scientifique des opérations Jon Zeitler avait aussi pris sa retraite et, au 6 juillet 2025, six autres postes se trouvaient non pourvus,.
Les postes non pourvus étaient déjà un sujet de préoccupation au début de la saison cyclonique 2025 dans l'océan Atlantique nord (qui a commencé en juin 2025). Les quelque 600 salariés que le NWS a perdus au cours des six premiers mois de 2025 correspondent approximativement à ce que l’agence a perdu au cours de l’ensemble des quinze années précédentes, selon Tom Fahy, le directeur juridique du syndicat des salariés du NWS, ce qui constitue un fait sans précédent, lequel perturbe significativement les activités du NWS. Jeff Masters, météorologue, antérieurement « chasseur d'ouragans » au NOAA, et auteur de textes sur les conditions climatiques extrêmes pour le compte du Yale Climate Connections, a affirmé que la plupart des fonctions ne pourront être assurées à temps pour la saison cyclonique 2025.

### Réaction des intervenants
Avant ces inondations, le comté de Kerr ne disposait pas d’un système d’alerte ; un tel système avec sirènes était préconisé par le shérif du comté en 2016. La même année, un officiel du comté a fait remarquer que ce comté était « probablement la région de l’État [du Texas] où le risque d’inondation était le plus élevé ». Des discussions sur le financement du projet ont ensuite eu lieu, publiquement ou non, jusqu’en 2021 au moins. Le juge actuel du comté, Rob Kelly, a indiqué que l’absence de système d’alerte était due à son coût prévisible et que les habitants étaient réticents face à un tel investissement,.

### Camp Mystic
Le camp de vacances Mystic pour jeunes filles est situé au bord du fleuve Guadalupe et a été particulièrement touché par la crue du cours d'eau. Après les inondations, PBS News a révélé que selon une enquête de l'Associated Press, l'Agence fédérale de gestion des urgences (FEMA) a autorisé à plusieurs reprises le retrait de bâtiments du camp Mystic de la carte des inondations de période de retour centennale à la demande des propriétaires du camp. Ceci a assoupli la surveillance du camp alors que le site continuait de fonctionner et de s'étendre en zone inondable.
En effet, en 2011, la FEMA avait plutôt placé le camp d'été dans une zone à risque d'inondation spéciale, ce qui signifiait que le camp était obligé de souscrire une assurance contre les inondations et d'appliquer une réglementation plus stricte à tout projet de construction. Cette désignation signifiait également que la zone était susceptible d'être inondée par une crue centennale. Mais en 2013, à la demande des responsables du camp, la FEMA a légèrement modifié la carte des inondations du comté pour soustraire quinze bâtiments de la zone à risque. En 2019 et 2020, une autre modification de la zone inondable a permis d'en extraire quinze autres bâtiments, tous situés au Camp Mystic Cypress Lake, une filiale du camp au bord du Guadalupe qui a été ouverte en 2020 dans le but de s'agrandir davantage et de subir moins de dégâts des inondations.
À la fin des années 1980, un système d'alerte automatique avait été installé au camp Mystic lorsque le niveau de l'eau atteignait une certaine cote. Une décennie plus tard, les autorités ont désaffecté le système en invoquant son insuffisante fiabilité, certaines stations ne fournissant pas d'informations. Deux jours avant les inondations, le camp avait publié un plan de prévention des catastrophes naturelles. Il avait été communiqué aux bénévoles et aux employés du camp lors des séances de formation.

## Désinformation
Des théories du complot et de la désinformation ont été lancées sur les réseaux sociaux à la suite de l'inondation. Des influenceurs associés à QAnon ont propagé des théories du complot selon lesquelles les inondations avaient été provoquées par le gouvernement qui avait modifié le temps par la méthode de l'ensemencement des nuages,. Peu après l'inondation, la représentante d'extrême droite de la Géorgie au Congrès des États-Unis, Marjorie Taylor Greene, a présenté un projet de loi visant à faire de la modification du temps un crime,. La société d'ensemencement de nuages Rainmaker a reçu un certain nombre de menaces de mort en raison d'accusations en ligne infondées de complicité dans les inondations.
La milice antigouvernementale Veterans on Patrol (en) a appelé ses membres à détruire les radars météorologiques NEXRAD qui selon une autre théorie du complot, maintes fois discréditée par la NOAA, permettraient de modifier le temps,. Le 6 juillet, un homme a fait irruption dans un système radar exploité par la station de télévision News 9 à Oklahoma City et a endommagé son alimentation électrique, le mettant brièvement hors service.